# P-n-переход

p-n перехо́д или электронно-дырочный переход — область соприкосновения двух полупроводников с разными типами проводимости — дырочной (p, от англ. positive — положительная) и электронной (n, от англ. negative — отрицательная). Электрические процессы в p-n переходах являются основой работы полупроводниковых приборов с нелинейной вольт-амперной характеристикой (диодов, транзисторов и других).

## Области пространственного заряда
В полупроводнике p-типа, который получается посредством введения акцепторной примеси, концентрация дырок намного превышает концентрацию электронов. В полупроводнике n-типа, который получается посредством донорной примеси, концентрация электронов намного превышает концентрацию дырок. Если между двумя такими полупроводниками установить контакт, то возникнет диффузионный ток — основные носители заряда (электроны и дырки) хаотично перетекают из той области, где их больше, в ту область, где их меньше, и рекомбинируют друг с другом. Как следствие, вблизи границы между областями практически не будет свободных (подвижных) основных носителей заряда, но останутся ионы примесей с некомпенсированными зарядами. Область в полупроводнике p-типа, которая примыкает к границе, получает при этом отрицательный заряд, приносимый электронами, а пограничная область в полупроводнике n-типа получает положительный заряд, приносимый дырками (точнее, теряет уносимый электронами отрицательный заряд).
Таким образом, на границе полупроводников образуются два слоя с пространственными зарядами противоположного знака, порождающие в переходе электрическое поле. Это поле вызывает дрейфовый ток в направлении, противоположном диффузионному току. В конце концов, между диффузионным и дрейфовым токами устанавливается динамическое равновесие, и изменение пространственных зарядов прекращается. Обеднённые области с неподвижными пространственными зарядами и называют p-n-переходом.

## Выпрямительные свойства
Если к слоям полупроводника приложено внешнее напряжение так, что создаваемое им электрическое поле направлено противоположно существующему в переходе полю, то динамическое равновесие нарушается, и диффузионный ток преобладает над дрейфовым током, быстро нарастая с повышением напряжения. Такое подключение напряжения к p-n-переходу называется прямым смещением (на область p-типа подан положительный потенциал относительно области n-типа).
Если внешнее напряжение приложить так, чтобы созданное им поле было одного направления с полем в переходе, то это приведёт лишь к увеличению толщины слоёв пространственного заряда. Диффузионный ток уменьшится настолько, что преобладающим станет малый дрейфовый ток. Такое подключение напряжения к p-n-переходу называется обратным смещением (или запорным смещением), а протекающий при этом через переход суммарный ток, который определяется в основном тепловой или фононной генерацией пар электрон-дырка, называется обратным током.

## Ёмкость
Ёмкость p-n-перехода — это ёмкости объёмных зарядов, накопленных в полупроводниках на p-n-переходе и за его пределами. Ёмкость p-n-перехода нелинейна — она зависит от полярности и значения внешнего напряжения, приложенного к переходу. Различают два вида ёмкостей p-n-перехода: барьерная и диффузионная.

### Барьерная ёмкость
Барьерная (или зарядовая) ёмкость связана с изменением потенциального барьера в переходе и возникает при обратном смещении. Она эквивалентна ёмкости плоского конденсатора, в котором слоем диэлектрика служит запирающий слой, а обкладками — p- и n-области перехода. Барьерная ёмкость зависит от площади перехода и относительной диэлектрической проницаемости полупроводника.

### Диффузионная ёмкость
Диффузионная ёмкость обусловлена накоплением в области неосновных для неё носителей (электронов в p-области и дырок в n-области) при прямом смещении. Диффузионная ёмкость увеличивается с ростом прямого напряжения.

## Воздействие радиации
Взаимодействие радиационного излучения с веществом — сложное явление. Условно принято рассматривать две стадии этого процесса: первичную и вторичную. 
Первичные или прямые эффекты состоят в смещении электронов (ионизации), смещении атомов из узлов решётки, в возбуждении атомов или электронов без смещения и в ядерных превращениях вследствие непосредственного взаимодействия атомов вещества (мишени) с потоком частиц.
Вторичные эффекты состоят в дальнейшем возбуждении и нарушении структуры выбитыми электронами и атомами.
Наибольшего внимания заслуживают возбуждение электронов с образованием электронно-дырочных пар и процессы смещения атомов кристалла из узлов решетки, так как это приводит к образованию дефектов кристаллической структуры. Если электронно-дырочные пары образуются в области пространственного заряда, это приводит к возникновению тока, на противоположных контактах полупроводниковой структуры. Этот эффект используется для создания беттавольтаических источников питания со сверхдолгим сроком службы (десятки лет).
Облучение заряженными частицами большой энергии всегда приводит к первичной ионизации и, в зависимости от условий, к первичному смещению атомов. При передаче высоких энергий электронам решетки образуются дельта-излучение, высокоэнергетические электроны, которые рассеиваются от ионного трека, а также фотоны и рентгеновские кванты. При передаче атомам кристаллической решетки меньших энергий происходит возбуждение электронов и их переход в более высокоэнергетическую зону, в которой электроны термолизируют энергию путем испускания фотонов и фононов (нагрев) различных энергий. Наиболее общим эффектом рассеяния электронов и фотонов является эффект Комптона. 

## Методы формирования

### Вплавление примесей
При вплавлении монокристалл нагревают до температуры плавления примеси, после чего часть кристалла растворяется в расплаве примеси. При охлаждении происходит рекристаллизация монокристалла с материалом примеси. Такой переход называется сплавным.

### Диффузия примесей
В основе технологии получения диффузионного перехода лежит метод фотолитографии. Для создания диффузного перехода на поверхность кристалла наносится фоторезист — фоточувствительное вещество, которое полимеризуется засвечиванием. Неполимеризованные области смываются, производится травление плёнки диоксида кремния, и в образовавшиеся окна производят диффузию примеси в пластину кремния. Такой переход называется планарным.

### Эпитаксиальное наращивание
Сущность эпитаксиального наращивания состоит в разложении некоторых химических соединений с примесью легирующих веществ на кристалле. При этом образуется поверхностный слой, структура которого становится продолжением структуры исходного проводника. Такой переход называется эпитаксиальным.

## Применение
- Диод
- Транзистор
- Тиристор
- Варикап
- Стабилитрон (диод Зенера)
- Светодиод
- Фотодиод
- Стабистор
- pin диод
- Бетавольтаические источники питания

## Историческая справка
Официально признано, что p-n-переход открыл в 1939 году американский физик Рассел Ол в Лаборатории Белла. В 1941 году Вадимом Лашкарёвым был открыт p-n-переход на основе {\displaystyle {\ce {Cu2O}}} и {\displaystyle {\ce {Ag2S}}} в селеновых фотоэлементах и выпрямителях.